# Timothy Jennings
Timothy Zeph Jennings là cựu thành viên Đảng Dân chủ tại Thượng viện New Mexico. Ông đại diện cho Khu vực bầu cử số 32 từ năm 1978 đến năm 2012, và là Phó Lãnh đạo Đa số từ năm 1992 đến năm 1996. Trong suốt thời gian tại vị, Jennings là một nhà lập pháp năng động và có bạn bè từ cả hai đảng. Thống đốc Martinez đã phản đối nặng nề ông trong cuộc bầu cử năm 2012 và Đảng Cộng hòa đã đề cử Thượng nghị sĩ Clifford Pirtle ra sức chống lại ông. Jennings hiện vẫn tham gia rất nhiều vào cơ quan lập pháp New Mexico và thường được nhìn nhận là người vận động hành lang cho việc chăm sóc sức khỏe tại Mỹ. Ông cũng từng có thời theo học Học viện Quân sự New Mexico. 